# Кенгерли, Талят Насрулла оглы
Талят Насрулла оглы Кенгерли (азерб. Tələt Nəsrulla oğlu Kəngərli; род. 21 ноября 1948, Баку) — азербайджанский учёный, геолог, доктор геолого-минералогических наук, член-корреспондент Национальной Академии Наук Азербайджана.

## Биография
Талят Насрулла оглы Кенгерли родился 21 ноября 1948 года в городе Баку.
В 1971 году закончил геолого-географический факультет Азербайджанского Государственного Университета (ныне Бакинский Государственный Университет) по специальности инженер-геолог. В 1982 году стал кандидатом геолого-минералогических наук, а в 2010 году получил степень доктора геолого-минералогических наук. В 2014 году был избран членом-корреспондентом Национальной Академии Наук Азербайджана.
Основными направлениями его научной деятельности является геолого-тектоническое строение поверхности и глубины Земной коры.
Талят Кенгерли является автором и соавтором около 200 научных трудов, в том числе 18 карт, 14 книг и коллективных монографий, владетелем 1 авторского свидетельства. При его участии и под его руководством были составлены новые геологические, тектонические, структурно-районированные и другие карты Азербайджанской Республики, из них 6 были опубликованы в 2014 году в «Национальном Атласе Азербайджанской Республики».
При непосредственной инициативе и участии Талята Кенгерли в 2017 году международной рабочей группой впервые была составлена «Тектоническая карта Кавказа на основе геодинамики».
В настоящее время является руководителем отдела динамической геологии в Институте Геологии и Геофизики при Министерстве Науки и Образования Азербайджанской Республики.

## Премии и награды
Был награждён Почетной грамотой Министерства Геологии СССР, а также Почётной грамотой Государственного Комитета Геологии и Минеральных Запасов.
В 2018 году удостоен «Почётного диплома Президента Азербайджанской Республики».

## Семья
Талят Кенгерли является старшим сыном архитектора Насруллы Кенгерли. Братья Талята Кенгерли: Агшин и Айдын Кенгерли — известные врачи.